# 플랫폼 게임

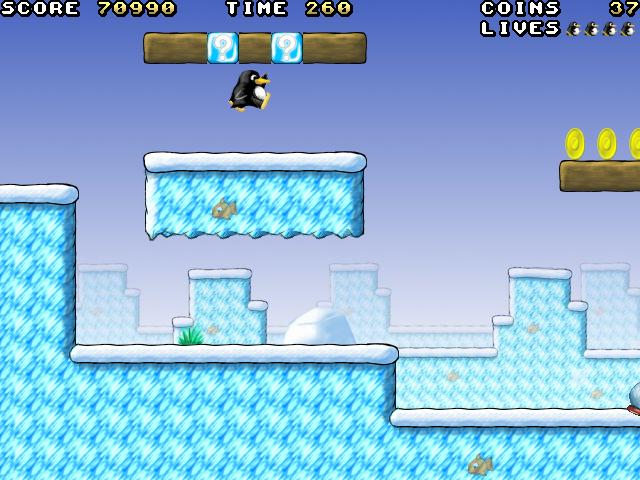
SuperTux는 슈퍼 마리오브라더스에서 영감을 받은 플랫폼 게임이다.

플랫폼 게임(영어: platform game, platformer, jump 'n' run games)은 액션 게임의 하위 장르로, 환경 내의 여러 지점 사이에서 플레이어 캐릭터를 이동시키는 것을 핵심 목표로 한다. 플랫폼 게임은 점프와 등반을 통해 횡단해야 하는 고르지 않은 지형과 공중에 떠 있는 플랫폼으로 구성된 레벨을 특징으로 한다. 덩굴이나 갈고리에서 스윙하기, 벽 점프, 공중 활공, 스프링보드나 트램폴린에서 튀어 오르기 등 다른 곡예 동작도 게임 플레이에 포함될 수 있다.
이 장르는 사다리는 있지만 점프는 없는 1980년 아케이드 비디오 게임 스페이스 패닉으로 시작되었다. 1981년에 출시된 동키콩은 처음에는 "등반 게임"이라고 불리던 장르의 틀을 확립했다. 동키콩은 Miner 2049er (1982)와 캥거루 (1982)와 같은 많은 클론 게임과 유사한 요소를 가진 게임에 영감을 주었으며, 세가의 아케이드 게임 콩고 봉고 (1983)는 등축 그래픽을 통해 3차원을 추가했다. 그 시기의 또 다른 인기 게임인 피트폴! (1982)은 스크롤되지 않는 일련의 화면을 통해 좌우로 이동할 수 있어 플레이 영역을 확장했다. 닌텐도의 대표작 슈퍼 마리오브라더스 (1985)와 그 후속작 슈퍼 마리오 시리즈는 수평 스크롤 레벨과 마리오라는 이름의 캐릭터를 조작하는 플레이어가 닌텐도의 마스코트가 되면서 이 장르의 정의적인 게임이 되었다. 플랫폼 게임과 플랫폼어(platformer)라는 용어는 1980년대 후반에 인기를 얻었다.
플랫폼 게임의 인기가 절정에 달했을 때, 전체 콘솔 게임의 4분의 1에서 3분의 1을 차지하는 것으로 추정되었다. 2006년에는 판매량이 감소하여 1998년의 15%에 비해 2%의 시장 점유율을 나타냈다. 그럼에도 불구하고 플랫폼 게임은 매년 상업적으로 출시되고 있으며, 일부는 수백만 장이 팔리기도 했다.

## 개념
플랫폼 게임은 플레이어가 적을 상대하고 장애물을 피하면서 플랫폼을 가로질러 캐릭터를 조종하여 목표에 도달해야 한다. 이 게임들은 2차원 움직임을 사용하는 측면 시점에서 제공되거나, 메인 캐릭터 뒤나 등축 시점에 카메라가 배치된 3D로 제공된다. 일반적인 플랫폼 게임 플레이는 매우 역동적이며 플레이어의 반사 신경, 타이밍 및 조작 기술에 도전한다.
이 장르에서 가장 흔한 움직임 옵션은 걷기, 달리기, 점프, 공격, 그리고 오르기이다. 점프는 이 장르의 핵심이지만, 닌텐도의 뽀빠이와 데이터 이스트의 버거타임 (두 게임 모두 1982년작)과 같은 예외도 있다. 동키콩과 같은 일부 게임에서는 점프 궤적이 고정되어 있지만, 다른 게임에서는 공중에서 변경할 수 있다. 낙하 시에는 피해를 입거나 사망할 수도 있다. 많은 플랫폼 게임에는 용암 구덩이나 끝없는 심연과 같이 접촉 시 플레이어 캐릭터를 죽이는 환경 장애물이 포함되어 있다. 플레이어는 아이템과 파워업을 수집하여 주 캐릭터에게 역경을 극복할 새로운 능력을 줄 수도 있다.
이 장르의 대부분의 게임은 난이도가 증가하는 여러 레벨로 구성되어 있으며, 캐릭터가 진행하기 위해 특히 위험한 적을 물리쳐야 하는 보스 전투와 교차될 수 있다. 해결해야 할 간단한 논리 퍼즐과 극복해야 할 기술 시험도 이 장르의 일반적인 요소이다.
플랫폼 게임의 현대적 변형, 특히 모바일 플랫폼에서 중요한 것은 엔드리스 러너이다. 여기서는 주 캐릭터가 항상 앞으로 이동하며, 플레이어는 떨어지거나 장애물에 부딪히지 않기 위해 피하거나 점프해야 한다.

## 명칭
이 장르의 첫 번째 확립된 게임인 동키콩 (1981)이 출시된 후 몇 년 동안 다양한 이름이 사용되었다. 미야모토 시게루는 게임을 개발할 때 원래 "달리기/점프/등반 게임"이라고 불렀다. 미야모토는 동키콩과 이후의 게임들, 예를 들어 슈퍼 마리오브라더스 (1985)를 지칭할 때 일반적으로 "운동 게임"이라는 용어를 사용했다.
동키콩은 달리기, 점프, 수직 이동이 혼합된 다른 게임들을 탄생시켰는데, 이는 이전에 나온 게임들과는 다른 새로운 장르였고, 언론인들과 작가들은 자신들만의 용어를 제시하게 되었다. 컴퓨터 앤드 비디오 게임즈 잡지를 비롯한 여러 매체에서는 이 장르를 "동키콩류" 또는 "콩 스타일" 게임이라고 불렀다. "등반 게임"은 스티브 블룸의 1982년 저서 『비디오 인베이더스』와 1983년 잡지 일렉트로닉 게임즈 (미국)—이 잡지는 "등반 게임 플레이어 가이드"라는 표지 기사를 실었다—와 『TV 게이머』 (영국)에서 사용되었다. 블룸은 등반 게임을 플레이어가 "화면 바닥에서 꼭대기까지 올라가면서 반드시 마주치게 되는 장애물과 적을 피하거나 파괴해야 하는" 게임으로 정의했다. 이 정의에 따라 그는 스페이스 패닉 (1980), 동키콩, 그리고 탑다운 시점임에도 불구하고 프로거 (1981)를 등반 게임으로 분류했다.
1982년 12월 크리에이티브 컴퓨팅의 애플 II 게임 『비어 런』 리뷰에서 리뷰어는 다른 용어를 사용했다: "나는 이 게임을 '사다리 장르'의 일부인 사다리 게임이라고 부를 것이다. 여기에는 애플 패닉과 동키콩이 포함된다." 이 라벨은 1983년 『비디오 게임 플레이어』 잡지에서도 사용되었으며, 이 잡지는 콜레코의 동키콩 포트 버전을 "올해의 사다리 게임"으로 선정했다.
1980년대 후반에서 1990년대에 사용된 또 다른 용어는 슈퍼 마리오브라더스와 같이 이름 있는 주인공을 중심으로 하는 게임을 지칭하는 "캐릭터 액션 게임"이었다. 소닉 더 헤지혹, 버브시와 같은 게임에도 적용되었다. 이는 또한 건스타 히어로즈와 같은 런앤건 게임을 포함한 횡스크롤 비디오 게임에도 더 일반적으로 적용되었다.
플랫폼 게임은 1989년경 영국 언론의 사용으로 인해 장르의 일반적인 용어가 되었다. 예를 들어, "슈퍼 마리오 틀" (예: 카토쨩 켄쨩)을 플랫폼 게임으로 지칭하는 것, 그리고 스트라이더를 "플랫폼 및 사다리" 게임이라고 부르는 것이 있다.

## 역사

### 단일 화면
이 장르는 1980년대 초에 시작되었다. 초기 플랫폼 게임의 레벨은 단일 화면에 국한되었고, 측면에서 보여지며, 점프보다는 플랫폼 사이를 오르내리는 것에 기반을 두었다. 1980년에 유니버설이 출시한 아케이드 게임 스페이스 패닉은 때때로 최초의 플랫폼 게임으로 평가받는다. 1980년대 장르의 또 다른 전조는 니치부츠의 크레이지 클라이머로, 플레이어 캐릭터가 수직으로 스크롤되는 고층 빌딩을 오르는 게임이다. 1979년 미출시 인텔리비전 게임 『하드 햇』도 비슷한 개념을 가지고 있다.
닌텐도가 제작하여 1981년 7월에 출시한 아케이드 비디오 게임 동키콩은 플레이어가 장애물과 틈새를 뛰어넘을 수 있도록 허용한 최초의 게임이었다. 이 게임은 최초의 플랫폼 게임으로 널리 간주된다. 이 게임은 점프맨이라는 이름으로 마리오를 소개했다. 동키콩은 당시 많은 콘솔과 컴퓨터에 이식되었으며, 특히 콜레코비전의 시스템 판매 촉진용 팩인 게임으로, 또한 1982년 콜레코에서 핸드헬드 버전으로도 출시되었다. 이 게임은 닌텐도가 국제 비디오 게임 산업에서 중요한 입지를 굳히는 데 기여했다.
사다리와 플랫폼이 있는 게임은 다른 개발사들에서 빠르게 뒤따랐는데, 캥거루, 버거타임, 캐년 클라이머, 폰포코 등이 모두 1982년에 나왔다. 같은 해에 Miner 2049er는 동키콩의 네 개 화면에 비해 열 개 화면을 제공했다. 점프맨 (1983)은 화면 수를 30개로 늘렸다. 미스터 로봇 앤드 히즈 로봇 팩토리 (1984)는 레벨 에디터를 포함했다.
동키콩은 동키콩 주니어 (1982)와 마리오브라더스 (1983)라는 두 가지 후속작을 낳았는데, 마리오브라더스는 2인 협동 플레이가 가능한 플랫폼 게임이었다. 이는 페어리랜드 스토리와 버블보블 같은 다른 2인 협동 게임의 기반을 마련했다.
1982년부터 여러 화면에 걸쳐 스크롤되지 않는 레벨을 가진 전환기 게임들이 등장했다. 아타리 2600용 데이비드 크레인의 피트폴!은 수평으로 연결된 256개 화면으로 구성되어 시스템에서 가장 많이 팔린 게임 중 하나가 되었고 장르의 돌파구를 마련했다. 스머프: 가가멜 성의 구출은 같은 해 콜레코비전으로 출시되어 고르지 않은 지형과 정적 화면 사이의 스크롤 패닝을 추가했다. 마닉 마이너 (1983)와 그 후속작 젯 셋 윌리 (1984)는 가정용 컴퓨터에서 이러한 다중 화면 레벨 스타일을 이어갔다. 원티드: 몬티 몰은 1984년 크래시 잡지에서 최초로 최우수 플랫폼 게임 상을 수상했다. 그해 후반에 Epyx는 임파서블 미션을, 파커 브라더스는 몬테수마의 복수를 출시하여 탐험 요소를 더욱 확장했다.

### 스크롤
스크롤 그래픽을 사용한 최초의 플랫폼 게임은 장르가 인기를 얻기 몇 년 전에 나왔다. 점프 버그는 호에이/코어랜드의 계약을 받아 알파 덴시가 개발한 플랫폼 슈팅 게임으로, 1981년 아케이드에 출시되었으며, 동키콩 출시 후 불과 5개월 만이었다. 플레이어는 건물, 구름, 언덕 등 다양한 플랫폼 위를 점프하는 튀는 자동차를 조종한다. 점프 버그는 고르지 않고 공중에 떠 있는 플랫폼, 수평 (일부 구간에서는 수직)으로 스크롤되는 레벨, 도시, 거대한 피라미드 내부, 수중과 같은 다양한 테마의 구역을 선보이며 앞으로 다가올 게임의 모습을 보여주었다.
아이렘의 1982년 아케이드 게임 문 패트롤은 장애물 점프와 적 슈팅을 결합했다. 한 달 후 타이토는 정글 킹을 출시했는데, 이는 횡스크롤 액션 게임으로 덩굴 사이 점프, 튀는 바위 밑으로 점프하거나 달리기 등 일부 플랫폼 요소를 포함했다. 이 게임은 타잔과의 유사성 때문에 정글 헌트로 빠르게 재출시되었다.
1982년 애플 II 게임 트랙 어택은 캐릭터가 움직이는 기차 위를 달리고 뛰어오르는 스크롤 플랫폼 레벨을 포함한다.
캐릭터는 막대인간에 불과하지만, 곡예는 페르시아의 왕자와 같은 게임이 선보일 움직임을 연상시킨다. B.C.'s 퀘스트 포 타이어 (1983)는 미국 만화에서 유명한 캐릭터를 문 패트롤과 유사한 횡스크롤, 점프 게임 플레이에 넣었다. 같은 해, 코모도어 64 및 아타리 8비트 컴퓨터용 스노키는 스크롤 플랫폼 게임에 고르지 않은 지형을 추가했다.
팩맨 미로 게임이 아닌 토요일 아침 만화를 기반으로 한 남코의 1984년작 팩랜드는 양방향 수평 스크롤 아케이드 비디오 게임으로 걷기, 달리기, 점프, 스프링보드, 파워업, 그리고 일련의 독특한 레벨을 특징으로 한다. 팩맨의 창시자 이와타니 토오루는 이 게임을 "수평으로 흐르는 배경을 가진 액션 게임의 선구자"라고 묘사했다. 이와타니에 따르면, 미야모토 시게루는 팩랜드가 슈퍼 마리오브라더스 개발에 영향을 미쳤다고 묘사했다.
1985년 패밀리컴퓨터용으로 출시된 닌텐도의 슈퍼 마리오브라더스는 이 장르의 원형이 되었다. 이 게임은 북미, 일본, 유럽의 닌텐도 시스템에 번들로 제공되었으며, 1999년 기네스 세계 기록에 따르면 4천만 장 이상이 판매되었다. 번들 게임으로서의 성공은 많은 회사들이 플랫폼 게임을 성공의 필수 요소로 보게 만들었고, 비디오 게임 콘솔 3세대와 4세대에 걸쳐 이 장르를 대중화하는 데 크게 기여했다.
세가는 1986년 세가 마스터 시스템으로 시작된 알렉스 키드 시리즈로 이러한 성공을 모방하려 했다. 이 시리즈는 수평 및 수직 스크롤 레벨, 적과 장애물을 주먹으로 때리는 능력, 그리고 플레이어가 파워업과 차량을 구입할 수 있는 상점을 특징으로 한다. 같은 해에 시작된 또 다른 세가 시리즈는 원더보이이다. 1986년의 오리지널 원더보이는 슈퍼 마리오브라더스보다 팩랜드에 더 많은 영감을 받았으며, 당시 다른 플랫폼 게임보다 더 빠른 속도감을 주는 스케이트보드 구간이 있었다. 반면 후속작인 원더보이 인 몬스터 랜드는 액션 어드벤처 및 롤플레잉 요소를 추가했다. 원더보이는 다카하시 명인의 모험섬, 다이너스틱 히어로, 팝플 메일, 샨테와 같은 게임에 영감을 주었다.
모든 네 방향으로 자유롭게 스크롤되며 화면상의 캐릭터 움직임을 따라가는 최초의 플랫폼 게임 중 하나는 메이저 해벅이라는 벡터 게임에 포함된 간단한 플랫폼 게임이었다. 이러한 방식으로 모든 방향으로 유연하게 스크롤되는 최초의 래스터 기반 플랫폼 게임 중 하나는 1985년의 쉐도우 오브 더 카게이다.
1985년, 에닉스는 액션 어드벤처 플랫폼 게임 브레인 브레이커를 출시했다.
다음 해에는 닌텐도의 메트로이드가 출시되었는데, 이 게임은 개방형 탐험과 유도 탐험 사이의 균형으로 비평가들의 찬사를 받았다. 같은 해에 출시된 또 다른 플랫폼 어드벤처인 포니 캐년의 슈퍼 핏폴은 모호함과 부실한 게임 디자인으로 비평가들의 혹평을 받았다. 같은 해 자레코는 사이킥 5의 속편인 에스퍼 보켄타이를 출시했는데, 이 게임은 모든 방향으로 스크롤되고 플레이어 캐릭터가 수직으로 된 레벨을 탐색하기 위해 엄청난 높이의 다층 점프를 할 수 있었다. 텔레넷 재팬도 자체적인 플랫폼 액션 게임인 발리스를 출시했는데, 여기에는 애니메이션 스타일의 컷신이 포함되어 있었다.
1987년, 캡콤의 록맨은 비선형 레벨 진행을 도입하여 플레이어가 레벨을 완료하는 순서를 선택할 수 있게 했다. 이는 슈퍼 마리오브라더스 같은 선형 게임과 메트로이드 같은 오픈 월드 게임과는 극명한 대조를 이루었다. 게임스레이더는 록맨의 "레벨 선택" 기능이 대부분의 오픈 월드, 다중 임무, 사이드 퀘스트 중심 게임에서 볼 수 있는 비선형 임무 구조의 기반이 되었다고 평가한다. 같은 해 캡콤의 또 다른 플랫폼 게임은 바이오닉 코만도였는데, 이 게임은 갈고리 메커니즘을 대중화했으며 이후 어스웜 짐과 툼 레이더를 포함한 수십 개의 게임에 등장했다.
스크롤 플랫폼 게임은 1980년대 후반 슈퍼 마리오 랜드와 같은 게임으로 휴대용으로도 출시되었으며, 게임보이와 게임 기어 시스템용으로 많은 게임이 출시되면서 인기를 계속 유지했다.

#### 2세대 횡스크롤 게임
메가 드라이브와 PC 엔진이 출시될 무렵, 플랫폼 게임은 콘솔 게임에서 가장 인기 있는 장르였다. 특히 마스코트 캐릭터를 특징으로 하는 시스템 전용 대표 플랫폼 타이틀에 대한 강조가 있었다. 1989년 세가는 알렉스 키드 천공마성을 출시했지만, 큰 성공을 거두지는 못했다. 같은 해 캡콤은 아케이드에서 스트라이더를 출시했는데, 이는 여러 방향으로 스크롤되고 플레이어가 드로이드, 호랑이, 매와 같은 인공지능 파트너를 소환하여 적과 싸우는 것을 돕도록 허용했다. 1989년 세가의 또 다른 출시작은 쉐도우 댄서였는데, 이 게임은 AI 파트너인 개가 플레이어를 따라다니며 전투를 돕는 게임이었다. 1990년, 허드슨 소프트는 NEC의 마스코트로 자리매김한 주인공을 내세운 PC 원시인을 출시했다. 다음 해, 타케루의 코코론은 패미콤의 후기 플랫폼 게임으로 플레이어가 예비 부품으로 가득 찬 장난감 상자에서 캐릭터를 만들 수 있도록 허용했다.
1990년, 일본에서는 슈퍼패미컴이 출시되었고, 그와 함께 오랫동안 기다려온 슈퍼 마리오 월드도 출시되었다. 다음 해, 닌텐도는 이 콘솔을 북미에서는 슈퍼 닌텐도 엔터테인먼트 시스템으로 출시했고, 슈퍼 마리오 월드와 함께 세가는 메가 드라이브용으로 소닉 더 헤지혹을 출시했다. 소닉은 새로운 세대 하드웨어 덕분에 가능해진 새로운 디자인 스타일을 선보였다: 모든 방향으로 스크롤되는 거대한 스테이지, 곡선 언덕, 루프, 그리고 플레이어가 적절한 점프와 구르기로 레벨을 빠르게 통과할 수 있게 해주는 물리 시스템. 세가는 소닉을 이전 세대 콘솔이 아이들용이라고 생각했던 게이머들에게 어필하기 위해 반항적인 성격을 가진 십대 캐릭터로 묘사했다. 이 캐릭터의 속도는 슈퍼 패미컴의 약 두 배에 달하는 CPU 클럭 속도를 가진 메가 드라이브의 하드웨어 성능을 과시했다.
소닉의 반항적인 태도는 게임 마스코트의 모델이 되었다. 다른 회사들도 세가의 성공을 복제하기 위해 자신들만의 밝은 색상의 의인관을 가진 캐릭터를 시도했다. 이 캐릭터들은 종종 참을성 없고, 빈정거리며, 빈정거림이 잦은 특징을 보였다.
새로운 콘솔 물결과 함께 컴퓨터용 2세대 플랫폼 게임이 등장했다. 1980년대 후반과 1990년대 초반에 아미가는 커스텀 비디오 하드웨어와 사운드 하드웨어 덕분에 강력한 게임 플랫폼이었다. 아타리 ST도 강력하게 지원되었다. 쉐도우 오브 더 비스트와 투리칸과 같은 게임은 컴퓨터 플랫폼 게임이 콘솔 동시대 게임과 경쟁할 수 있음을 보여주었다. 페르시아의 왕자는 원래 1989년 8비트 애플 II의 후기 출시작이었지만, 높은 품질의 애니메이션을 특징으로 했다.
1988년 셰어웨어 게임 캡틴 코믹의 모험은 IBM PC 호환기종용 닌텐도 스타일 플랫폼 게임의 첫 시도 중 하나였다. 이 게임은 1990년 이드 소프트웨어가 출시한 커맨더 킨에 영감을 주었으며, 커맨더 킨은 부드러운 스크롤 그래픽을 가진 최초의 MS-DOS 플랫폼 게임이 되었다. 킨의 성공은 듀크 뉴켐, 듀크 뉴켐 II, 코스모의 코스믹 어드벤처, 다크 에이지 등 아포지 소프트웨어의 여러 MS-DOS 호환 운영 체제용 콘솔 스타일 플랫폼 게임으로 이어졌다. 이들은 첫 번째 에피소드는 무료로 배포하고 2부와 3부는 구매할 수 있는 에피소드형 플랫폼 게임의 짧은 유행을 일으켰다.

#### 2D의 쇠퇴
16비트 콘솔용 플랫폼 게임의 풍부함은 벡터맨 (1995), 동키콩 컨트리 2: 디디콩의 모험 (1995), 슈퍼 마리오 요시 아일랜드 (1995)와 같은 성공적인 게임들과 함께 해당 세대 후반까지 계속되었지만, 새로운 하드웨어의 출시는 플레이어들의 관심을 2D 장르에서 멀어지게 만들었다. 그럼에도 불구하고 세가 새턴, 플레이스테이션, 닌텐도 64는 여러 성공적인 2D 플랫폼 게임을 선보였다. 2D 레이맨은 32비트 콘솔에서 큰 성공을 거두었다. 록맨 8: 메탈 히어로즈와 록맨 X4는 캡콤의 록맨 캐릭터에 대한 관심을 되살리는 데 도움이 되었다. 캐슬바니아: 밤의 교향곡은 시리즈를 부활시키고 이후의 캐슬바니아 게임을 위한 새로운 기반을 마련했다. 오드월드와 하트 오브 다크니스는 페르시아의 왕자에서 탄생한 하위 장르를 계속 이어나갔다.
플랫폼 게임 플레이를 3차원으로 구현하는 데 어려움이 따르자 일부 개발사는 3D의 시각적 화려함과 전통적인 2D 횡스크롤 게임 플레이를 결합하는 방식으로 타협했다. 이러한 게임을 종종 2.5D라고 부르는데, 최초의 그런 게임은 세가 새턴의 런치 타이틀인 클락워크 나이트 (1994)였다. 이 게임은 3D로 렌더링된 레벨과 보스 캐릭터를 특징으로 했지만, 2D 게임 플레이를 유지하고 일반 캐릭터에는 동키콩 컨트리와 유사하게 사전 렌더링된 2D 스프라이트를 사용했다. 그 속편은 전경과 배경 사이를 오가거나 카메라가 모서리를 따라 패닝하고 휘어지는 등 일부 3D 효과를 특징으로 하며 디자인을 개선했다. 한편, 판데모니움과 바람의 크로노아는 2.5D 스타일을 플레이스테이션으로 가져왔다. 과거와 달리 닌텐도 64는 횡스크롤 플랫폼 게임이 요시 스토리, 별의 커비 64, 미스터 고에몬 신록, 가라가라!! 트러블 메이커즈 단 네 개로 가장 적었으며, 대부분은 당시 비평가들로부터 미지근한 반응을 얻었다. 그럼에도 불구하고 요시 스토리는 미국에서 백만 장 이상 판매되었고, 가라가라!! 트러블 메이커즈는 출시 후 몇 달 동안 차트 상위권을 유지했다.

### 3차원
3D 플랫폼 게임은 일반적으로 3차원 게임 플레이와 다각형 3D 그래픽을 가진 게임을 의미한다. 3D 게임 플레이는 하지만 2D 그래픽을 가진 게임은 보통 아이소메트릭 플랫폼 게임의 범주에 포함되며, 3D 그래픽은 있지만 2D 평면에서 게임 플레이가 이루어지는 게임은 2D와 3D의 혼합으로 2.5D라고 불린다.
3D 관점과 움직이는 카메라를 시뮬레이션한 최초의 플랫폼 게임은 1980년대 초중반에 등장했다. 이의 초기 예시는 코나미의 남극탐험이었다. 이 게임에서 플레이어는 앞으로 스크롤되는 3인칭 시점에서 펭귄을 조종하며 구덩이와 장애물을 뛰어넘어야 했다. 원래 1983년 MSX 컴퓨터용으로 출시되었으며, 다음 해에 다양한 플랫폼으로 이식되었다. 여기에는 아케이드 비디오 게임 버전, 패밀리컴퓨터, 그리고 콜레코비전이 포함된다.
1986년에는 앞으로 스크롤되는 플랫폼 게임 남극탐험의 속편인 펭귄 어드벤처가 출시되었으며, 이 게임은 코지마 히데오가 디자인했다. 이 게임은 더 많은 액션 게임 요소, 더 다양한 레벨, 장비 업그레이드와 같은 RPG 요소, 그리고 멀티 엔딩을 포함했다.
1987년 초, 스퀘어는 사카구치 히로노부와 나시르 게벨리가 디자인한 3-D 월드러너를 출시했다. 세가의 1985년 3인칭 레일 슈팅 게임 스페이스 해리어와 유사한 앞으로 스크롤되는 효과를 사용했다. 3-D 월드러너는 플레이어가 어떤 앞으로 스크롤되는 방향으로든 자유롭게 움직일 수 있고 장애물과 심연을 뛰어넘을 수 있는 초기 전방 스크롤링 유사-3D 3인칭 플랫폼 액션 게임이었다. 이는 최초의 입체 3D 게임 중 하나로 주목받았다. 스퀘어는 같은 해 후반에 속편인 JJ를 출시했다.
최초의 진정한 3D 플랫폼 게임은 크리스토프 드 디네킨이 제작하고 인포그램즈가 1990년에 아타리 ST, 아미가, IBM PC 호환기종용으로 출시한 프랑스 컴퓨터 게임 알파 웨이브즈이다.
1995년 세가 새턴용으로 출시된 버그!는 더욱 보수적인 접근 방식을 취했다. 이 게임은 플레이어가 모든 방향으로 이동할 수 있도록 허용하지만, 한 번에 두 개 이상의 축을 따라 이동하는 것은 허용하지 않았다. 즉, 플레이어는 직교적으로는 움직일 수 있지만 대각선으로는 움직일 수 없었다. 캐릭터는 이전 클락워크 나이트와 마찬가지로 사전 렌더링된 스프라이트였다. 이 게임은 2D 플랫폼 게임과 매우 유사하게 플레이되지만, 플레이어가 벽을 기어오르거나 천장 위를 걸을 수 있게 해준다.
1995년, 델핀 소프트웨어는 2D 플랫폼 게임 플래시백의 3D 속편을 출시했다. 페이드 투 블랙이라는 제목의 이 게임은 인기 있는 2D 플랫폼 게임 시리즈를 3D로 전환하려는 최초의 시도였다. 이 게임은 퍼즐 지향적인 레벨 디자인 스타일과 단계 기반의 조작을 유지했지만, 플랫폼 게임의 기준을 충족하지 못했으며 액션 어드벤처 게임으로 분류되었다. 이 게임은 진정한 3D 캐릭터와 세트 피스를 사용했지만, 환경은 울펜슈타인 3D에서 사용된 것과 유사한 경직된 엔진을 사용하여 렌더링되었는데, 공중에 떠 있는 플랫폼 대신 정사각형의 평평한 복도만을 렌더링할 수 있었다.
세가는 미국의 스튜디오인 세가 테크니컬 인스티튜트에게 소닉 더 헤지혹을 3D로 만들라는 임무를 부여했다. 이들의 프로젝트인 소닉 익스트림은 시리즈에 대한 급진적으로 다른 접근 방식을 특징으로 할 예정이었으며, 과장된 어안 렌즈 카메라와 버그!를 연상시키는 다방향 게임 플레이를 특징으로 했다. 일본 세가 엔터프라이즈와의 갈등과 촉박한 일정 때문에 이 게임은 시장에 출시되지 못했다.

#### 진정한 3D
1990년대에 플랫폼 게임은 유사 3D에서 "진정한 3D"로 전환되기 시작했는데, 이는 플레이어에게 캐릭터와 카메라에 대한 더 많은 제어권을 부여했다. 사용자가 선택한 어떤 각도에서도 3D 환경을 렌더링하기 위해서는 그래픽 하드웨어가 충분히 강력해야 했고, 게임의 아트 및 렌더링 모델이 모든 각도에서 볼 수 있어야 했다. 그래픽 기술의 발전은 출판사들이 이러한 게임을 만들 수 있도록 했지만, 몇 가지 새로운 문제를 야기했다. 예를 들어, 플레이어가 가상 카메라를 제어할 수 있다면, 환경을 통해 클리핑되는 것을 막기 위해 카메라를 제한해야 했다.
1994년, Exact라는 작은 개발사는 X68000 컴퓨터용으로 지오그래프 실이라는 게임을 출시했는데, 이는 플랫폼 요소를 포함한 3D 1인칭 슈팅 게임이었다. 플레이어는 점프하고 더블 점프 또는 트리플 점프를 하여 높이 뛰어오를 수 있는 개구리 모양의 메카를 조종했으며, 카메라는 플레이어가 착지를 조준할 수 있도록 아래로 향했다. 총격 외에 적을 밟는 것이 주요 공격 방식이었다. 이 게임은 자유롭게 로밍할 수 있는 환경을 가진 최초의 진정한 3D 플랫폼 액션 게임이었지만, 다른 플랫폼으로 이식되거나 일본 외 지역에 출시된 적이 없어 서양에서는 비교적 잘 알려져 있지 않다.
이듬해 Exact는 지오그래프 실의 후속작을 출시했다. 소니의 새로운 플레이스테이션 콘솔의 초기 타이틀인 점핑 플래시!는 1995년 4월에 출시되었으며, 전작의 게임플레이를 유지하면서 개구리 모양의 메카 대신 로빗이라는 만화 같은 토끼 메카를 사용했다. 이 타이틀은 두 개의 속편을 만들기에 충분히 성공적이었으며, 콘솔에서 최초의 3D 플랫폼 게임으로 기억되고 있다. 유로게이머의 롭 페이(Rob Fahey)는 점핑 플래시가 "다음 10년간 모든 3D 플랫폼 게임의 가장 중요한 선조 중 하나"였을 것이라고 말했다. 이 게임은 기네스 세계 기록에 따르면 "진정한 3D 최초의 플랫폼 비디오 게임"이라는 기록을 보유하고 있다. 또 다른 초기 3D 플랫폼 게임은 싱(Xing)이라는 일본 회사에서 개발하여 슈퍼 마리오 64 출시 전에 1996년 초 플레이스테이션으로 출시된 플로팅 러너였다. 플로팅 러너는 방향패드 조작과 캐릭터 뒤쪽 카메라 시점을 사용한다.
1996년 닌텐도는 3D 플랫폼 게임의 기준을 세운 슈퍼 마리오 64를 출시했다. 이 게임은 플레이어가 장르의 어떤 이전 게임보다 더 큰 자유로움으로 3D 환경을 탐험할 수 있게 했다. 이를 염두에 두고 닌텐도는 닌텐도 64 컨트롤러에 아날로그 스틱을 장착했는데, 이는 벡트렉스 이후로 볼 수 없었던 기능이지만 그 이후로 표준이 되었다. 아날로그 스틱은 자유로운 시점 전환에 필요한 정밀한 조작을 제공했다.
대부분의 2D 플랫폼 게임에서 플레이어는 특정 지점까지 경로를 따라 레벨을 완료했지만, 슈퍼 마리오 64에서는 레벨이 개방적이었고 목표가 있었다. 목표를 완료하면 플레이어는 별을 얻었고, 별은 더 많은 레벨을 잠금 해제하는 데 사용되었다. 이 접근 방식은 넓은 3D 영역을 더 효율적으로 사용할 수 있게 하고 탐험에 대한 플레이어에게 보상을 제공했지만, 점프는 줄고 액션 어드벤처 요소가 더 많아졌다. 그럼에도 불구하고 소수의 보스 레벨은 더 전통적인 플랫폼 요소를 제공했다. 그때까지는 3D 플랫폼 게임을 만드는 정해진 방식이 없었지만, 슈퍼 마리오 64는 디자인의 변화를 이끌었다. 반조 카주이, 스파이로 더 드래곤, 동키콩 64와 같은 후속 3D 플랫폼 게임은 그 형식을 차용했으며, "콜렉타톤" 장르가 형성되기 시작했다.
이러한 자유 로밍 모델을 구현하기 위해 개발자들은 동적이고 지능적인 카메라를 프로그래밍해야 했다. 자유로운 카메라는 플레이어가 플랫폼의 높이와 거리를 판단하기 어렵게 만들어 점핑 퍼즐을 더 어렵게 만들었다. 토크: 프리히스토릭 펑크와 와리오 월드와 같이 더 선형적인 3D 플랫폼 게임 중 일부는 플레이어의 제어를 제한하는 스크립트 기반 카메라를 사용했다. 슈퍼 마리오 64와 반조 카주이와 같이 더 개방적인 환경을 가진 게임은 플레이어의 움직임을 따라가는 지능적인 카메라를 사용했다. 그러나 시야가 가리거나 플레이어가 봐야 할 방향을 향하지 않을 때, 이러한 지능적인 카메라는 플레이어에 의해 조정되어야 했다.
1990년대에는 콘솔 RPG, 1인칭 슈팅 게임, 그리고 더욱 복잡한 액션 어드벤처 게임들이 상당한 시장 점유율을 차지했다. 그럼에도 불구하고 플랫폼 게임은 번성했다. 툼 레이더는 플레이스테이션에서 가장 많이 팔린 시리즈 중 하나가 되었으며, 인섬니악 게임스의 스파이로와 너티 독의 크래쉬 밴디쿳도 그러했는데, 크래쉬 밴디쿳은 선형적인 레벨을 고수한 몇 안 되는 3D 게임 중 하나였다. 또한 닌텐도 64의 베스트셀러 중 다수는 슈퍼 마리오 64, 반조 카주이, 동키콩 64와 같은 퍼스트 파티 및 세컨드 파티 플랫폼 게임이었다. 마이크로소프트 윈도우와 맥에서는 판게아 소프트웨어의 버그돔 시리즈와 바이오웨어의 MDK2가 성공을 거두었다.
3D 플랫폼 게임으로 성공을 거둔 몇몇 개발사들은 만화 같은 아트 스타일에도 불구하고 성인을 대상으로 하는 타이틀을 실험하기 시작했다. 예를 들어 레어의 컨커스 배드 퍼 데이, 크리스털 다이내믹스의 젝스: 딥 커버 게코와 레거시 오브 케인: 소울 리버, 그리고 샤이니 엔터테인먼트의 메시아 등이 있다.
1998년, 세가는 드림캐스트 콘솔용으로 3D 소닉 게임인 소닉 어드벤처를 제작했다. 이 게임은 슈퍼 마리오 64와 같은 허브 구조를 사용했지만, 레벨은 더 선형적이고 빠른 진행을 가지며 액션 지향적이었다.

#### 21세기로
닌텐도는 2002년 닌텐도 게임큐브용으로 두 번째 3D 마리오 플랫폼 게임인 슈퍼 마리오 선샤인을 출시했다.
이 세대 동안 다른 주목할 만한 3D 플랫폼 게임들이 꾸준히 출시되었다. 막시모는 마계촌 시리즈의 정신적 후속작이었고, 빌리 해처와 거대한 알은 나카 유지의 마리오 64 영향을 받은 플랫폼 게임에 대한 견해를 제시했으며, Argonaut Software는 맬리스라는 새로운 플랫폼 게임으로 돌아왔다. 드래곤즈 레어 3D: 리턴 투 더 레어와 피트폴: 더 로스트 익스페디션과 같은 게임은 3D 플랫폼 장르를 사용하여 1980년대 고전 비디오 게임을 현대화하려는 시도였고, 사이코너츠는 상상력이 풍부한 레벨과 다채로운 캐릭터를 바탕으로 비평가들에게 사랑받는 게임이 되었으며, 탁과 타이 더 태즈메이니아 타이거와 같이 6세대 콘솔 시대에 데뷔한 여러 프랜차이즈는 각각 컬트적인 인기를 얻었다. 특히 유럽에서는 카오 더 캥거루와 휴고 시리즈가 인기를 얻고 잘 팔렸다. 레이맨의 인기는 계속되었지만, 이 프랜차이즈의 세 번째 게임은 처음 두 게임만큼 좋은 평가를 받지 못했다. 오드월드: 먼치의 오딧세이는 인기 있는 오드월드 프랜차이즈를 3차원으로 가져왔지만, 이 게임의 미래 속편은 3D 플랫폼 장르를 선택하지 않았다.
너티 독은 크래쉬 밴디쿳에서 잭 앤 덱스터로 넘어갔고, 이 시리즈는 각 속편마다 전통적인 플랫폼 게임의 요소가 줄어들었다. 인섬니악 게임스의 라쳇 & 클랭크라는 하이브리드 플랫폼/슈팅 게임은 장르를 이러한 게임플레이에서 더욱 멀어지게 했고, Universal Interactive Studios의 리부트된 스파이로 삼부작과 마이크로소프트가 엑스박스의 마스코트를 만들려는 시도인 블링크스: 더 타임 스위퍼도 마찬가지였다. 아이러니하게도 마이크로소프트는 2003년에 출시한 장르 게임인 부두 빈스로 더 큰 성공을 거두었다.
2008년, Crackpot Entertainment는 인섹티사이드를 출시했다. 루카스아츠의 전 개발자들로 구성된 Crackpot은 그림 판당고와 같은 타이틀로 유명했던 루카스아츠의 포인트 앤 클릭 장르의 영향을 플랫폼 게임과 처음으로 결합했다.
플랫폼 게임은 여전히 중요한 장르로 남아 있었지만, 과거의 인기를 되찾지는 못했다. 2000년대에 플랫폼 게임의 쇠퇴를 가져온 한 가지 이유는 다른 장르에 비해 혁신이 부족했기 때문이었다. 플랫폼 게임은 어린 플레이어를 대상으로 하거나 플랫폼이라는 레이블을 피하도록 설계되었다. 1998년에 플랫폼 게임은 시장의 15%를 차지했으며, 전성기에는 그보다 더 높은 점유율을 보였다. 4년 후 그 수치는 2%로 떨어졌다. 심지어 호평을 받은 사이코너츠도 처음에는 판매가 부진하여 퍼블리셔인 마제스코 엔터테인먼트가 고예산 콘솔 게임에서 철수하게 만들었다. 하지만 유럽에서의 판매는 좋았다.

### 최근 개발 동향

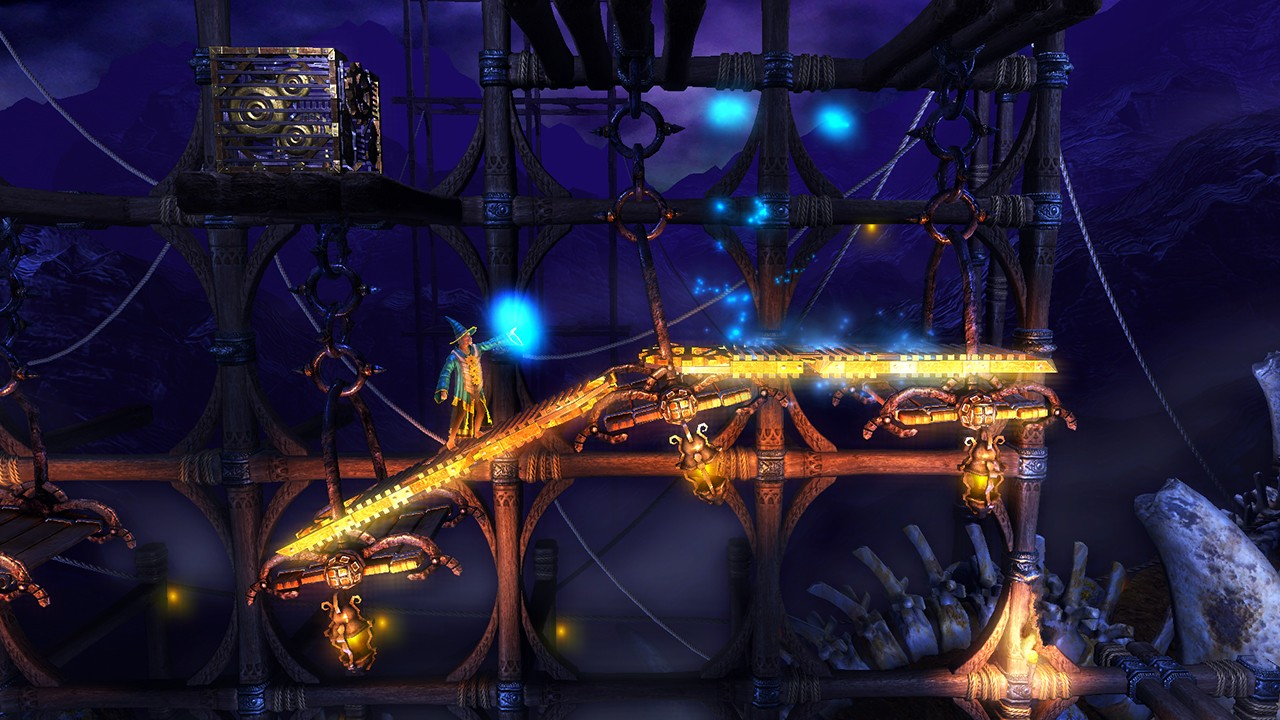
트라인 (2009)은 전통적인 플랫폼 요소와 물리 퍼즐을 혼합했다.

7세대 콘솔에서 이 장르가 게임 시장에서 차지하는 비중이 줄어들었음에도 불구하고 일부 플랫폼 게임은 성공을 거두었다. 2007년 말, 슈퍼 마리오 Wii 갤럭시 어드벤처와 라쳇 & 클랭크: 퓨처는 비평가와 팬 모두에게 좋은 평가를 받았다. 슈퍼 마리오 Wii 갤럭시 어드벤처는 게임스팟, IGN, 게임트레일러스와 같은 유명 게임 웹사이트에서 2007년 최고의 게임으로 선정되었다. 그 당시 게임랭킹스에 따르면, 이 게임은 역대 가장 비평가들의 찬사를 받은 게임이었다. 2008년, 리틀빅플래닛은 전통적인 2D 플랫폼 게임플레이를 물리 시뮬레이션 및 사용자 생성 콘텐츠와 결합하여 높은 판매고와 좋은 평가를 얻었다. 일렉트로닉 아츠는 플랫폼 게임플레이를 1인칭 시점과 결합한 미러스 엣지를 출시했지만, 이 게임을 어린이용 게임과 연관될까 봐 플랫폼 게임으로 마케팅하지 않았다. 소닉 언리시트는 2D와 3D 플랫폼 게임플레이가 모두 포함된 스테이지를 특징으로 했으며, 이 공식은 나중에 소닉 컬러즈와 소닉 제너레이션즈에서 사용되었다. 또한 2007년과 2008년에는 두 개의 크래쉬 밴디쿳 플랫폼 게임이 출시되었고, 2013년에는 롭탑 게임스라는 인디 개발사가 지오메트리 대시를 만들었다.

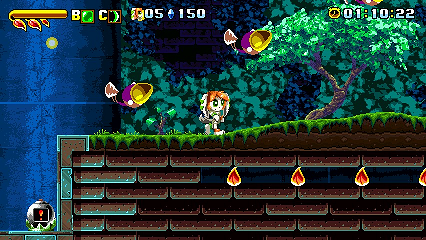
프리덤 플래닛 (2014)은 더욱 전통적인 복고풍 플랫폼 게임으로, 초기 소닉 더 헤지혹 게임에서 강한 영향을 받았으며 픽셀화된 스프라이트 기반 그래픽을 특징으로 한다.

2010년대에는 2D 플랫폼 게임의 인기가 상승했다. 닌텐도는 이 장르를 부활시켰다. 뉴 슈퍼 마리오브라더스는 2006년에 출시되어 전 세계적으로 3천만 장이 팔렸으며, 닌텐도 DS에서 가장 많이 팔린 게임이자 역대 네 번째로 많이 팔린 비동번 비디오 게임이 되었다. 슈퍼 마리오 Wii 갤럭시 어드벤처는 결국 800만 장 이상 팔렸고, 슈퍼 페이퍼 마리오, 슈퍼 마리오 64 DS, 소닉 러시, 요시 아일랜드 DS, 별의 커비 울트라 슈퍼 디럭스, 그리고 별의 커비 도팡 일당의 습격도 잘 팔렸다.
뉴 슈퍼 마리오브라더스의 성공 이후 2D 플랫폼 게임들이 봇물을 이뤘다. 이들은 바이오닉 코만도: 리암드, 콘트라 리버스, 소닉 더 헤지호그 4: 에피소드 1, 레이맨 오리진과 같은 부활작부터 스플로션 맨과 헨리 햇츠워스 인 더 퍼즐링 어드벤처와 같은 오리지널 타이틀까지 다양했다. 2008년에 출시된 와리오 랜드: 셰이크 디멘션은 풍부한 시각적 스타일을 가진 2D 플랫폼 게임이었다. LIMBO, 슈퍼 미트 보이, 브레이드, 지오메트리 대시, 소년과 얼룩, 더 비히모스의 배틀블록 시어터와 같은 후기 게임들도 2D 그래픽을 사용했다. 뉴 슈퍼 마리오브라더스 Wii는 21세기의 대부분의 2D 플랫폼 게임과는 달리 휴대용 콘솔이 아닌 콘솔로 출시되었고 콘텐츠 전송 네트워크에 국한되지 않았다는 점에서 특히 주목할 만하다. 뉴 슈퍼 마리오브라더스 Wii의 성공 1년 후, 닌텐도는 고전 프랜차이즈의 2D 플랫폼 게임들을 더 많이 출시했다: 동키콩 리턴즈와 별의 커비 Wii. 2012년에는 3DS용 뉴 슈퍼 마리오브라더스 2와 Wii U용 뉴 슈퍼 마리오브라더스 U라는 두 개의 2D 플랫폼 게임을 더 출시했다. 닌텐도는 또한 2D 플랫폼 게임의 게임플레이 요소를 포함한 3D 플랫폼 게임을 실험하여 3DS용 슈퍼 마리오 3D랜드 (2011)와 Wii U용 슈퍼 마리오 3D 월드 (2013)를 만들었는데, 후자는 협동 멀티플레이어를 특징으로 했다. 두 게임 모두 비평가와 상업적으로 성공을 거두었다.
2000년대 후반과 2010년대에 독립 개발사의 게임은 플랫폼 게임 시장 성장에 기여했다. 이 게임들은 스토리와 혁신에 더 중점을 두었다. 2009년, 프로즌바이트는 전통적인 요소와 물리 퍼즐을 혼합한 2.5차원 플랫폼 게임인 트라인을 출시했다. 이 게임은 110만 장 이상 판매되었고, 속편인 트라인 2는 2011년에 출시되었다.
2017년에는 유카 레일리와 어 햇 인 타임을 포함한 여러 3D 플랫폼 게임이 출시되었는데, 두 게임 모두 킥스타터 웹사이트에서 크라우드펀딩되었다. 슈퍼 마리오 오디세이는 시리즈를 슈퍼 마리오 64의 개방형 게임플레이로 되돌렸으며, 프랜차이즈 역사상 가장 많이 팔리고 가장 좋은 평가를 받은 게임 중 하나가 되었다. 슈퍼 럭키즈 테일은 마이크로소프트 윈도우와 엑스박스 원으로 출시되었다. 스네이크 패스는 "점프 버튼이 없는 퍼즐 플랫폼 게임"이라고 불렸다. 플레이스테이션 4용 크래쉬 밴디쿳 엔세인 트릴로지는 3개월 만에 250만 장 이상 판매되었다. 일부 비평가들은 원작 게임보다 더 어렵다고 지적했지만 말이다. 다음 몇 년 동안에는 스파이로 리이그나이티드 트릴로지 (2018)와 스폰지밥 네모바지: 비키니 시티를 위한 싸움 – 리하이드레이티드 (2020)와 같은 3D 플랫폼 게임의 리메이크작들이 더 많이 출시되었다.
9세대 콘솔에서 플랫폼 게임은 여전히 중요하다. 플레이스테이션 VR 게임인 아스트로 봇: 레스큐 미션 (2018)에 이어 아스트로 플레이룸 (2020)이 모든 플레이스테이션 5에 사전 설치되었다. 스모 디지털이 개발한 색보이: 빅 어드벤처 (2020)는 플레이스테이션 5 출시 타이틀이었다. 크래쉬 밴디쿳 4: 이츠 어바웃 타임 (2020)은 비평가들의 찬사를 받으며 출시되었다. 퓨리 월드 (2021)는 슈퍼 마리오 3D 월드의 스위치 이식판에 추가된 짧은 캠페인으로, 3D 월드의 게임플레이와 오디세이의 게임플레이 사이의 간극을 메웠다. 라쳇 & 클랭크: 리프트 어파트 (2021)는 인섬니악이 제작한 최초의 플레이스테이션 5 전용 게임 중 하나였다. 2021년 8월 25일, 킥스타터 자금으로 제작된 사이코너츠 2가 비평가들의 찬사를 받으며 출시되었다. 폴 가이즈 (2020)는 플랫폼 요소를 배틀 로열 장르와 융합하여 비평가와 상업적으로 성공을 거두었다. 2024년, 아스트로 봇 시리즈의 세 번째 게임인 아스트로봇이 광범위한 비평가들의 찬사를 받으며 출시되었고, 오픈크리틱에서 올해 최고 등급 게임이 되었다.

## 하위 장르
이 목록은 다음과 같은 유형의 정의 가능한 플랫폼 게임들을 나열하지만, 모호하게 정의된 하위 장르의 게임들도 많이 있다. 이러한 게임 범주는 다양한 플랫폼 스타일로 인식되는 프로토타입 장르이다.

### 퍼즐 플랫폼 게임
퍼즐 플랫폼 게임은 주로 퍼즐에서 도전이 파생되는 게임을 구동하기 위해 플랫폼 게임 구조를 사용하는 것이 특징이다.
에닉스의 1983년작 도어 도어와 세가의 1985년작 도키도키 펭귄랜드 (SG-1000용)가 아마도 첫 번째 예시일 것이다. 비록 이 장르는 다양하며 분류는 다를 수 있지만 말이다. 도키도키 펭귄랜드는 플레이어가 일반적인 플랫폼 게임처럼 달리고 점프할 수 있게 했지만, 블록을 파괴할 수도 있었고, 알을 깨뜨리지 않고 레벨 바닥까지 안내하는 임무를 맡았다.
길 잃은 바이킹 (1993)은 이 장르에서 인기 있는 게임이었다. 이 게임은 플레이어가 전환할 수 있는 세 명의 캐릭터를 가지고 있으며, 각 캐릭터는 다른 능력을 가지고 있다. 세 캐릭터 모두 레벨 목표를 완료하는 데 필요하다.
이 하위 장르는 휴대용 시스템에서 강력한 존재감을 보인다. 와리오 랜드 2는 죽음의 요소를 제거하고 찌그러지거나 불타는 등의 일시적인 부상과 특수 능력을 추가하여 와리오 시리즈를 퍼즐 플랫폼 장르로 옮겼다. 와리오 랜드 3는 이러한 전통을 이어갔고, 와리오 랜드 4는 퍼즐과 전통적인 플랫폼 요소가 혼합된 형태였다. 동키콩의 게임보이 업데이트 또한 성공적이었고 게임보이 어드밴스에서 마리오 vs. 동키콩이라는 속편이 나왔다. 시리즈의 첫 휴대용 타이틀인 바람의 크로노아: 꿈꾸는 제국도 퍼즐 플랫폼 게임이다.
독립 게임 개발을 통해 이 장르는 2014년 이후 부활을 경험했다. 브레이드는 퍼즐을 위해 시간 조작을 사용하며, 앤드 엣 잇 무브스는 기준틀 회전을 사용한다. 이러한 횡스크롤 게임과 달리 나바큘러 드롭과 그 후속작인 포탈은 3D에서 포털을 사용하여 퍼즐을 푸는 1인칭 게임이다. 포탈 출시 이후 태그: 더 파워 오브 페인트와 안티챔버를 포함하여 1인칭 카메라를 사용하는 퍼즐 플랫폼 게임들이 더 많이 출시되었다. 2014년, 닌텐도는 전진! 키노피오대장을 출시했는데, 이 게임은 목표에 도달하고 비밀과 수집품을 찾기 위해 압축된 레벨 디자인과 카메라 회전을 사용한다. 점프 능력이 없음에도 불구하고, 토드는 독특한 이동 메커니즘을 통해 환경을 탐색한다.

### 런앤건 플랫폼 게임

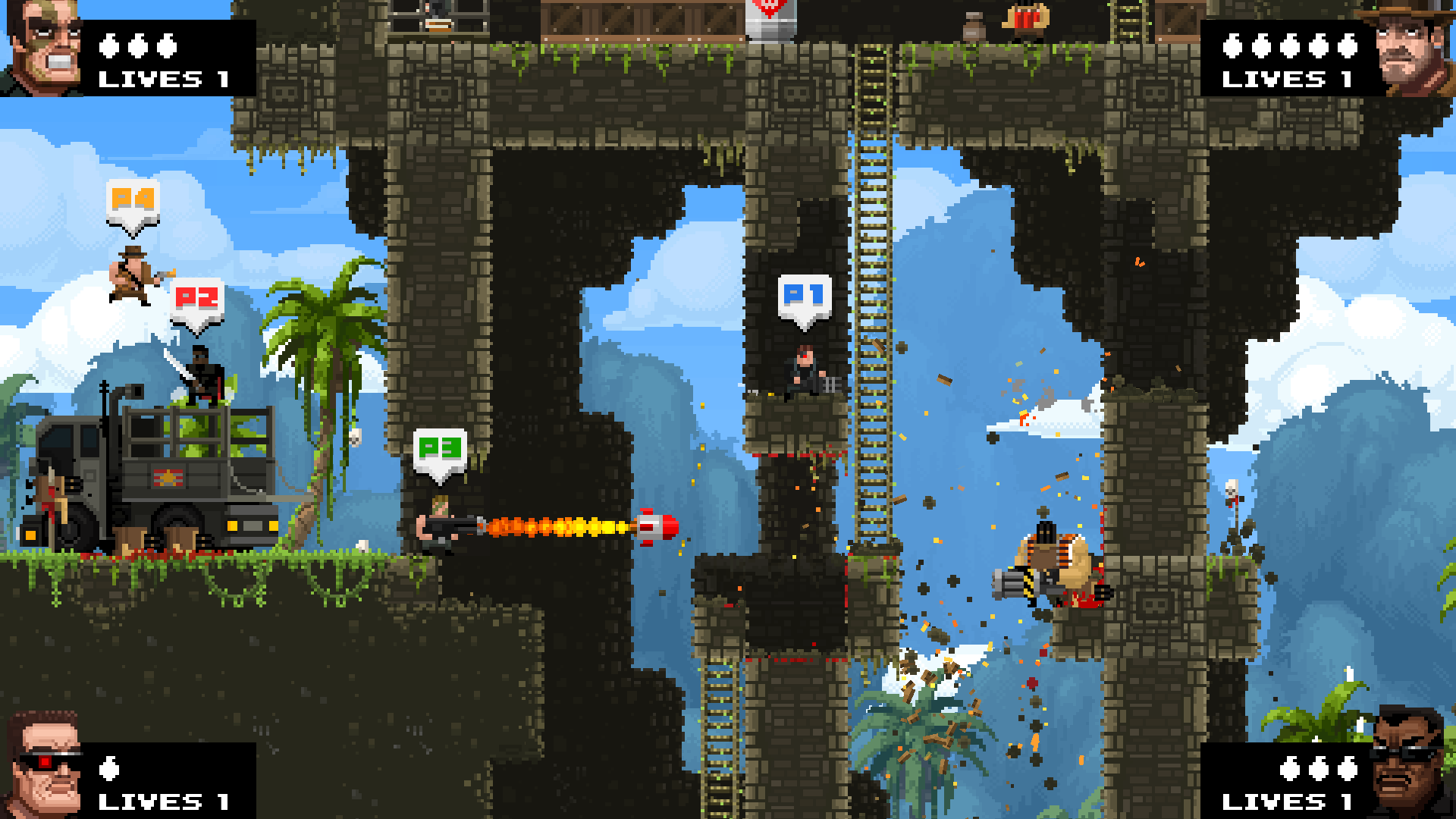
브로포스는 여러 액션 영화 영웅들을 패러디한 런앤건 플랫폼 게임이다.

런앤건 플랫폼 장르는 코나미의 콘트라에 의해 대중화되었다. 이 스타일에서 가장 인기 있는 게임으로는 건스타 히어로즈와 메탈슬러그가 있다. 횡스크롤 런앤건 게임은 플랫폼 게임과 진행형 슈팅 게임을 결합하여, 까다로운 플랫폼 요소는 줄고 슈팅에 더 중점을 둔다. 이 게임들은 때때로 플랫폼 슈터라고도 불린다. 이 장르는 아케이드 기반이므로, 이 게임들은 일반적으로 선형적이고 어렵다.
슈팅 요소가 많지만 이 하위 장르에 속하지 않는 게임들도 있다. 록맨, 메트로이드, 마계촌, 벡터맨, 재즈 잭래빗, 어스웜 짐, 투리칸, 컵헤드, 인챈티드 포탈즈는 모두 슈팅 요소가 있는 플랫폼 게임이지만, 콘트라나 메탈슬러그와 달리 플랫폼, 탐험, 되돌아가기 등의 요소가 두드러진다. 런앤건 게임은 일반적으로 순수하며, 차량 시퀀스나 다른 스타일의 변화가 있을 수 있지만, 전체적으로 슈팅 요소가 있다.

### 시네마틱 플랫폼 게임
시네마틱 플랫폼 게임은 작지만 독특한 하위 장르로, 일반적으로 상대적인 사실주의가 특징이다. 이 게임들은 거의 모든 다른 플랫폼 게임에서 발견되는 비자연적인 물리 없이 유동적이고 실감 나는 움직임에 중점을 두며, 또한 종종 HUD가 없거나 최소화된다. 이러한 사실주의를 달성하기 위해 페르시아의 왕자부터 시작된 많은 시네마틱 플랫폼 게임들은 라이브 배우가 동일한 스턴트를 수행하는 비디오 푸티지를 기반으로 캐릭터를 애니메이션화하기 위해 로토스코프 기법을 사용했다. 점프 능력은 일반적으로 운동선수 인간의 능력 범위 내에 있다. 수직 탐험을 확장하기 위해 많은 시네마틱 플랫폼 게임은 가장자리를 잡거나 엘리베이터 플랫폼을 광범위하게 사용하는 기능을 특징으로 한다.
이러한 게임들은 단일 적 공격이나 상대적으로 짧은 거리에서 떨어지는 결과로 죽을 수 있는 취약한 캐릭터를 특징으로 하는 경향이 있기 때문에, 생명 제한이나 계속하기가 거의 없다. 도전은 시행착오 문제 해결에서 파생되며, 플레이어가 특정 장애물을 극복하는 올바른 방법을 찾도록 강제한다.
페르시아의 왕자는 최초의 시네마틱 플랫폼 게임이자 아마도 가장 영향력 있는 게임이었을 것이다. 임파서블 미션은 시네마틱 플랫폼 게임의 많은 특징적인 요소를 개척했으며 이 장르의 중요한 선구자이다. 이 장르의 다른 게임으로는 플래시백 (및 2013년 리메이크), 리코어, 어나더 월드, 하트 오브 다크니스, 첫 두 오드월드 게임, 블랙쏜, 버뮤다 신드롬, 제너레이션스 로스트, 하트 오브 더 에일리언, 위어드 드림즈, LIMBO, 인사이드, 온이스케이피, 데드라이트, 더 웨이, 루나크, 플래닛 오브 라나 및 풀 보이드가 있다. 툼레이더는 실시간 3D 그래픽을 활용한 최초의 시네마틱 플랫폼 게임이었다.

### 코믹 액션 게임
이 장르의 게임은 일본에서 일반적으로 "코믹 액션 게임"(CAG)이라고 불린다. 원작 아케이드 마리오브라더스가 이 장르의 원조로 일반적으로 인정받고 있지만, 버블보블 또한 매우 영향력이 크다. 이 게임들은 단일 화면, 스크롤 없는 레벨이 특징이며 종종 협동 2인 플레이 액션을 포함한다. 화면의 모든 적을 물리치면 레벨이 클리어되며, 쓰러진 적들은 보통 과일이나 다른 아이템 형태로 점수 보너스를 떨어뜨린다. CAG는 거의 일본에서만 개발되며, 아케이드 게임이거나 아케이드 게임의 속편이지만, 아마추어 동인지 게임 중에서도 흔한 장르이다. 다른 예로는 돈 도코 돈, 스노우 브라더스, 나이트메어 인 더 다크 등이 있다.

### 등축 투영 플랫폼 게임
등축 투영 플랫폼 게임은 등축 투영법을 사용하여 2차원 그래픽으로 3차원 환경을 표현한다. 등축 그래픽의 사용은 세가의 아케이드 등축 투영 슈팅 게임인 잭슨 (1981)에 의해 대중화되었으며, 세가는 이어서 1983년 2월에 아케이드 등축 투영 플랫폼 게임인 콩고 봉고를 출시했다. 또 다른 초기 등축 투영 플랫폼 게임인 ZX 스펙트럼 게임 앤트 어택은 1983년 11월에 출시되었다.
나이트 로어, 세이버 울프의 등축 투영 속편은 초기 등축 투영 플랫폼 게임의 관례를 확립하는 데 기여했다. 이 공식은 헤드 오버 힐즈 및 몬스터 맥스와 같은 후기 게임에서도 반복되었다. 이 게임들은 일반적으로 실내 환경, 보통 문으로 연결된 일련의 작은 방들을 탐험하는 데 중점을 두었으며, 독특한 어드벤처 및 퍼즐 요소를 가지고 있다. 일본 개발자들은 이러한 게임플레이 스타일을 젤다의 전설과 같은 일본 액션 어드벤처 게임과 혼합하여 랜드 스토커 및 라이트 크루세이더와 같은 게임을 만들었다. 이러한 영향은 나중에 아델린 소프트웨어의 방대한 대작 리틀 빅 어드벤처를 통해 유럽으로 퍼져나갔는데, 이 게임은 RPG, 어드벤처, 등축 투영 플랫폼 요소를 혼합했다.
콘솔이 진정한 다각형 3D 그래픽을 표시할 수 있게 되기 전에, ¾ 등축 투영 시점은 일부 인기 있는 2D 플랫폼 게임을 3차원 게임플레이로 전환하는 데 사용되었다. 스팟 고즈 투 할리우드는 인기 있는 쿨 스팟의 속편이었고, 소닉 3D 블래스트는 소닉이 등축 투영 하위 장르에 진출한 작품이었다.

### 플랫폼 어드벤처 게임

레인 월드는 플레이어가 위험한 생물을 피하면서 세계를 탐험하는 2017년 플랫폼 어드벤처 게임이다.

많은 게임은 플랫폼 게임의 기본 요소와 액션 어드벤처 게임의 요소를 융합한다. 젤다의 전설과 같이, 또는 RPG의 요소를 융합한다. 일반적으로 이러한 요소에는 새로운 능력을 얻거나 인벤토리 아이템을 사용하여 새로운 지역에 접근함으로써 자유롭게 지역을 탐험할 수 있는 기능이 포함된다. 메트로이드 및 캐슬바니아 프랜차이즈의 많은 2D 게임들이 이러한 종류의 가장 인기 있는 게임에 속하므로, 이러한 접근 방식을 취하는 게임들은 종종 "메트로이드배니아" 게임으로 분류된다. 캐슬바니아: 밤의 교향곡은 캐슬바니아 시리즈에서 이러한 접근 방식을 대중화했다. 이러한 게임의 다른 예로는 할로 나이트, 오리 시리즈의 두 게임 (오리와 눈먼 숲 및 오리와 도깨비불), 원더보이 III: 드래곤의 함정, 테일즈 어드벤처, 동굴 이야기, 록맨 ZX, 섀도우 컴플렉스, 덕테일즈: 리마스터드 등이 있다.
"메트로이드배니아" 스타일의 초기 자유 로밍 횡스크롤 2D 플랫폼 어드벤처 게임으로는 1986년 닌텐도의 메트로이드와 1986년 코나미의 캐슬바니아 게임인 뱀파이어 킬러 및 1987년 사이먼의 원정, 1987년 코나미의 구니스 II, 그리고 1985년 에닉스의 SF 샤프 X1 컴퓨터 게임인 브레인 브레이커, 1986년 포니 캐년의 슈퍼 핏폴, 1987년 시스템 사콤의 유포리, 1988년 보텍의 더 스킴, 그리고 니혼 팔콤의 여러 드래곤 슬레이어 액션 롤플레잉 게임들(예: 1985년작 제나두 및 1987년작 패재너두와 드래슬레 패밀리 등이 있다.

### 오토 러너 게임
오토러너 게임은 플레이어 캐릭터가 레벨을 통해 거의 항상 일정한 방향으로 움직이는 플랫폼 게임으로, 까다로운 점프보다는 장애물이 화면에 나타날 때 빠른 반사 신경에 중점을 둔다. 끝없는 달리기 게임의 하위 범주는 레벨이 효과적으로 영원히 계속되며, 일반적으로 절차적 생성을 통해 이루어진다. 오토러너 게임은 모바일 플랫폼에서 성공을 거두었는데, 이는 이 게임들이 필요한 소수의 컨트롤, 종종 점프를 위한 단일 화면 탭에만 국한되는 컨트롤에 매우 적합하기 때문이다.
게임 디자이너 스콧 로저스(Scott Rogers)는 횡스크롤 슈팅 게임인 스크램블 (1981)과 문 패트롤 (1982), 그리고 디즈니의 알라딘 (1994년 8비트 버전)과 크래쉬 밴디쿳 (1996)과 같은 플랫폼 게임의 추격전 스타일 게임플레이를 이 장르의 선구자로 꼽았다. B.C.'s 퀘스트 포 타이어즈 (1983)는 러너 게임의 요소를 가지고 있으며, 문 패트롤의 점프를 유지하면서 차량을 만화 캐릭터로 대체했다.
2003년 2월, 게임빌은 한국에서 휴대폰용 놈(Nom)을 출시했다. 이 게임의 디자이너 신봉구는 휴대폰에서만 가능한 게임을 만들고 싶었기 때문에 플레이어 캐릭터가 벽과 천장을 걸어 다닐 수 있게 하여 플레이어가 플레이 중에 휴대폰을 돌려야 했다. 이러한 복잡성을 보완하기 위해 그는 게임의 조작을 단일 버튼으로 제한하고 캐릭터가 "현대 사회의 사람들처럼 항상 앞을 보고 계속 달려야 하는" 것처럼 자동으로 무한히 달리게 했다.
따라서 이 개념은 한국에서 오래 전부터 알려져 있었지만, 언론인들은 카나발트 (2009)를 "스마트폰 친화적인 단일 버튼 러닝 장르를 독자적으로 발명한 타이틀"이자 수많은 모방작을 낳았다고 평가한다. 포토니카 (2011)는 1인칭 시점으로 본 단일 버튼 끝없는 러너 게임으로, "카나발트의 달리기, 미러스 엣지의 시점 (및 손), 레즈의 시각적 스타일의 하이브리드"로 묘사되었다.
템플 런 (2011)과 그 후속작 템플 런 2는 인기 있는 끝없는 달리기 게임이었다. 후자는 2013년 1월 13일 만에 5천만 회 설치를 기록하며 세계에서 가장 빠르게 확산된 모바일 게임이 되었다.